# أليسيو بينيديتي
أليسيو بينيديتي (بالإيطالية: Alessio Benedetti)‏ (19 مايو 1990 بأسيزي في إيطاليا - ) هو لاعب كرة قدم إيطالي في مركز الوسط. لعب مع نادي بيروجيا ونادي سيتاديلا ونادي كاتانزارو ونادي كريمونيسي وOrvietana Calcio ‏ ونادي أريتسو.

## روابط خارجية
- أليسيو بينيديتي على موقع قاعدة بيانات كرة القدم.إي يو (الإنجليزية)
- أليسيو بينيديتي على موقع Soccerway.com (الإنجليزية)